# 波德科洛德诺夫卡农村居民点
波德科洛德诺夫卡农村居民点（俄语：Подколодновское сельское поселение）是俄罗斯联邦沃罗涅日州博古恰尔区所属的一个农村居民点。其下辖有3个居民点，行政中心为波德科洛德诺夫卡。据2016年统计，该农村居民点的人口为2356人。